# Prisoner in Disguise
Prisoner in Disguise è il sesto album in studio della cantante statunitense Linda Ronstadt, pubblicato nel 1975.

## Tracce
1. Love Is a Rose – 2:46 (Neil Young)
2. Hey Mister, That's Me up on the Jukebox – 3:56 (James Taylor)
3. Roll Um Easy – 2:58 (Lowell George)
4. Tracks of My Tears – 3:12 (Warren "Pete" Moore, William "Smokey" Robinson Jr., Marvin Tarplin)
5. Prisoner in Disguise – 3:54 (J. D. Souther)
6. Heat Wave – 2:46 (Lamont Dozier, Brian Holland, Eddie Holland)
7. Many Rivers to Cross – 4:05 (Jimmy Cliff)
8. The Sweetest Gift – 3:00 (James B. Coats)
9. You Tell Me That I'm Falling Down – 3:17 (Carol S. Holland, Anna McGarrigle)
10. I Will Always Love You – 3:00 (Dolly Parton)
11. Silver Blue – 3:03 (J. D. Souther)

## Formazione
- Linda Ronstadt - voce
- Andrew Gold - chitarra, piano, sintetizzatore, tamburello, batteria, conga (6), organo (7), cornamusa (9)
- Dan Dugmore - steel guitar
- John David Souther - chitarra acustica, cori
- Kenny Edwards - basso
- Peter Asher - chitarra, campanaccio, cabasa, cornamusa
- David Lindley - violino
- Russ Kunkel - batteria
- David Campbell - direttore
- Herb Pederson - banjo (1)
- Jim Conner - armonica (1)
- Nigel Olsson - batteria (3)
- Lowell George - slide guitar (3)
- David Kemper - batteria (4)
- Danny Kortchmar - chitarra elettrica (4)
- Emmylou Harris - chitarra acustica, cori (8)
- David Grisman - mandolino (8)
- Glen D. Hardin - piano (8)
- James Taylor - chitarra acustica (9)
- Maria Muldaur - cori (9)
- Ed Black - chitarra elettrica (10)
- Don Francisco, Julia Tillman Waters, Maxine Willard Waters, Pat Henderson, Andrew Gold, Herb Pederson, Kenny Edwards - cori